# Saison 4 de The Good Wife
Chronologie
Saison 3 Saison 5
Cet article présente le guide des épisodes de la quatrième saison de la série télévisée The Good Wife.

## Généralités
- Aux États-Unis, l'heure de diffusion diffère selon les marchés en fonction des prolongations de matchs de football programmés à 16 h sur CBS durant la saison.
- Au Canada, la saison est diffusée à 22 h sur le réseau Global.

## Distribution

### Acteurs principaux
- Julianna Margulies (VF : Hélène Chanson) : Alicia Florrick
- Christine Baranski (VF : Pauline Larrieu) : Diane Lockhart
- Josh Charles (VF : Cyrille Monge) : Will Gardner
- Archie Panjabi (VF : Karine Texier) : Kalinda Sharma
- Matt Czuchry (VF : Sébastien Desjours) : Cary Agos
- Makenzie Vega (VF : Leslie Lipkins) : Grace Florrick
- Graham Phillips (VF : Maxime Baudoin) : Zach Florrick
- Alan Cumming (VF : Pierre Tessier) : Eli Gold

### Acteurs récurrents
- Chris Noth (VF : Gabriel Le Doze) : Peter Florrick
- Mary Beth Peil (VF : Monique Martial) : Jackie Florrick, mère de Peter
- Zach Grenier (VF : Denis Boileau) : David Lee
- Maura Tierney (VF : Laura Blanc) : Maddie Hayward[1]
- Marc Warren (VF : Vincent Ropion) : Nick Saverese[1]
- Nathan Lane (VF : Michel Dodane) : Clarke Hayden[2]
- Amanda Peet (VF : Julie Dumas) : Laura Hellinger[3]
- Carrie Preston (VF : Véronique Alycia) : Elsbeth Tascioni[4]

### Invités
- Kristin Chenoweth (VF : Malvina Germain) : Peggy Byrne[5] (épisode 1)
- Annabella Sciorra : Lesli[6] (épisode 5)
- Miriam Shor (VF : Ivana Coppola) : Mandy Post[7] (épisodes 3 et 6)
- Christina Ricci : Therese Dodd[8] (épisode 7)
- Brian Dennehy (VF : Vincent Grass) : Bucky[9] (épisodes 6 et 9)
- Bill Maher : lui-même[10] (épisode 7)
- Judd Hirsch : Juge Creary[10] (épisode 8)
- Stockard Channing (VF : Julie Carli) : Veronica Loy, mère d'Alicia[11] (épisode 9)
- Bruce McGill : Jeremy Breslow[12] (épisode 9)
- Hamish Linklater (VF : Guillaume Lebon) : David LaGuardia[13] (épisodes 10 et 14)
- Michael J. Fox (VF : Luq Hamet) : Louis Canning[14] (épisodes 11 et 13)
- T.R. Knight (VF : Thierry Wermuth) : Jordan[15] (épisodes 11 à 15, 17)
- Dallas Roberts (VF : Jérôme Berthoud) : Owen, frère d'Alicia[16] (épisodes 9 et 21)
- Anika Noni Rose (VF : Annie Milon) : Wendy Scott-Carr[16] (épisode 11)
- Kyle MacLachlan (VF : Patrick Poivey) : Josh[17] (épisodes 14 et 15)
- Audra McDonald : Liz[18] (épisode 16)
- Jessalyn Gilsig (VF : Rafaèle Moutier) : Jaine Ludwig[19] (épisode 17)
- John Noble[20] : Matthew (épisode 18)
- Dylan Baker (VF : Patrick Osmond) : Colin Sweeney (épisode 19)
- Gary Cole (VF : Patrick Poivey) : Kurt McVeigh (épisode 19)
- Morena Baccarin (VF : Laurence Bréheret) : Isobel Swift (épisode 19)
- Jason Biggs (VF : Cédric Dumond) : Dylan Stack (épisode 20)
- Cara Buono[21] (VF : Barbara Beretta) : Charlene (épisode 21)
- Mamie Gummer (VF : Dorothée Pousséo) : Nancy Crozier (épisode 21)

## Épisodes

### Épisode 1:Abus de pouvoir
- États-Unis /  Canada : 30 septembre 2012 sur CBS / Global
- Suisse : 1er septembre 2013 sur RTS Un[22]
- France : 20 octobre 2013 sur Téva[23]
- Québec : 28 août 2014 sur Séries+[24]
- Belgique : 10 avril 2015 sur RTL-TVI

- États-Unis : 9,93 millions de téléspectateurs[25] (première diffusion)

- Chris Noth (Peter Florrick)
- Zach Grenier (David Lee)
- Matthew Del Negro (Officer Robb)
- Kristin Chenoweth (Peggy)
- Nathan Lane (Clarke)
- Marc Warren (Nick)
- Jeremy Davidson (Phil)
- Tawny Cypress (Melinda)
- Gregory Abbey (Kent)
- P. J. Brown (Bill)
- Adam LeFevre (Juge Kakissis)
- Kenneth Tigar (Juge Chase)
- Kyle Sutton (Jax Kresteva)

### Épisode 2:La Marque rouge
- États-Unis /  Canada : 7 octobre 2012 sur CBS / Global
- Suisse : 1er septembre 2013 sur RTS Un
- France : sur Téva
- Québec : 4 septembre 2014 sur Séries+
- Belgique : 10 avril 2015 sur RTL-TVI

- États-Unis : 8,95 millions de téléspectateurs[26] (première diffusion)

- Chris Noth (Peter Florrick)
- Edward Herrmann (Lionel Deerfield)
- Nathan Lane (Clarke)
- Marc Warren (Nick)
- Maura Tierney (Maddie Hayward)
- James Urbaniak (Judge Temple)
- Frank Wood (Joseph)
- Mike Doyle (Officer Mallen)
- Dakin Matthews (David)
- Cameron Scoggins (Carl)
- Maite Alina (Brianna)
- Robbie Collier Sublett (John)
- Harry Bouvy (Corporate Realtor)
- Victoria Mack (Beth)

- Cet épisode réalise la plus mauvaise audience historique de la série.

### Épisode 3:Elle court, la rumeur
- États-Unis /  Canada : 14 octobre 2012 sur CBS / Global
- Suisse : 8 septembre 2013 sur RTS Un
- France : sur M6
- Québec : 11 septembre 2014 sur Séries+

- États-Unis : 9,12 millions de téléspectateurs[27] (première diffusion)

- Chris Noth (Peter Florrick)
- Rita Wilson (Viola Walsh)
- John Benjamin Hickey (Neil Gross)
- Nathan Lane (Clarke)
- Marc Warren (Nick)
- Jill Flint (Lana Delaney)
- Miriam Shor (Mandy Post)
- Dominic Chianese (Judge Marx)
- Virginia Kull (Elizabeth)
- Adam Godley (Leland)
- Liz Holtan (Indira Starr)
- Jee Young Han (Julie)
- Devin Ratray (Kevin)
- KK Moggie (Judith)
- Ben Steinfeld (Techie)
- Gregory Perri (Ben)
- Harry Smith (Thomas)
- Michael Bakkensen (Husband)

### Épisode 4:Crime de haine
- États-Unis /  Canada : 21 octobre 2012 sur CBS / Global
- Québec : 18 septembre 2014 sur Séries+

- États-Unis : 10,02 millions de téléspectateurs[28] (première diffusion)

- Chris Noth (Peter Florrick)
- Mary Beth Peil (Jackie Florrick)
- Miriam Shor (Mandy Post)
- Nathan Lane (Clarke)
- Liz Holtan (Indira Starr)
- Maura Tierney (Maddie)
- John Glover (Jared Andrews)
- Skipp Sudduth (Jim Moody)
- Brooks Ashmanskas (Juge Brochard)
- Ro Boddie (Wayne)
- Tyler Lansing Weaks (Chad)
- Christopher Innvar (Coach Shank)
- Joanna P. Adler (Miss Ledger)
- Ginna Le Vine (Beth)
- Kyle Anderson (Horace)
- David Margulies (Richard)
- Daryl Edwards (John)
- Madison McKinley (Melody)

### Épisode 5:Le Père de l'année
- États-Unis /  Canada : 28 octobre 2012 sur CBS / Global
- Québec : 25 septembre 2014 sur Séries+

- États-Unis : 9,51 millions de téléspectateurs[29] (première diffusion)

- Chris Noth (Peter Florrick)
- Nathan Lane (Clarke)
- Liz Holtan (Indira Starr)
- Maura Tierney (Maddie)
- Mike Colter (Lemond Bishop)
- Eric Ruffin (Dylan)
- Marc Warren (Nick)
- Jill Flint (Lana Delaney)
- JD Williams (Dexter)
- Annabella Sciorra (Lesli)
- Grant Shaud (Judge Etts)
- Anthony Arkin (Harv)
- Adam Dannheisser (Jimmy V.)
- Hassan Iniko Johnson (Gavin)
- Kevyn Morrow (Mr. Martin)
- Scott Whitehurst (Cable Man)
- Meredith Patterson (Jennifer)

### Épisode 6:De guerre lasse
- États-Unis /  Canada : 4 novembre 2012 sur CBS / Global
- Québec : 2 octobre 2014 sur Séries+

- États-Unis : 9,93 millions de téléspectateurs[30] (première diffusion)

- Chris Noth (Peter Florrick)
- Mary Beth Peil (Jackie Florrick)
- Nathan Lane (Clarke)
- Liz Holtan (Indira Starr)
- Maura Tierney (Maddie)
- Marc Warren (Nick)
- Denis O'Hare (Juge Abernathy)
- Linda Emond (Juge Kuhn)
- Miriam Shor (Mandy)
- Amanda Peet (Capt. Hellinger)
- Brian Dennehy (Bucky)
- Brian J. Smith (Ricky)
- Nick Blaemire (Sgt. Compton)
- Don Harvey (Ryan)
- Yul Vazquez (Cristian)

### Épisode 7:Cachez ce sein...
- États-Unis /  Canada : 11 novembre 2012 sur CBS / Global
- Québec : 9 octobre 2014 sur Séries+

- États-Unis : 9,02 millions de téléspectateurs[31] (première diffusion)

- Chris Noth (Peter Florrick)
- Nathan Lane (Clarke)
- F. Murray Abraham (Burl Preston)
- Amanda Peet (Laura Hellinger)
- Zach Grenier (David Lee)
- Skipp Sudduth (Jim Moody)
- Renee Elise Goldsberry (Geneva Pine)
- John Lutz (Eddie Kowalski)
- Christina Ricci (Therese Dodd)
- John Shea (Nestor Agos)
- Thom Sesma (Commissaire Martinez)
- Austin Lysy (Punch)
- John Horton (Judge Fendler)
- Melissa Van Der Schyff (Rebecca)
- Andrew Stewart-Jones (Commissaire Tom Gill)
- Christian Finnegan (Talk Show Host)
- Bill Maher (lui-même)
- Megan Byrne (Commissaire Bix)

### Épisode 8:Juge et Partie
- États-Unis /  Canada : 18 novembre 2012 sur CBS / Global
- Québec : 16 octobre 2014 sur Séries+

- États-Unis : 9,94 millions de téléspectateurs[32]

- Amanda Peet (Laura Hellinger)
- Kurt Fuller (Juge Dunaway)
- Karen Olivo (Giada)
- Marc Warren (Nick)
- PJ Brown (Bill)
- Judd Hirsch (Juge Creary)
- Seth Numrich (Randy)
- Luke Kleintank (Connor)
- Lorenzo Pisoni (Garrett)
- Gracie Bea Lawrence (Portia)
- Jenna Gavigan (Deborah)
- Evangeline Young (Taylor)
- Emerald Angel Young (Sarah)
- Haviland Morris (Jody)
- Lucy Walters (Sandy)

### Épisode 9:Justice pour tous
- États-Unis /  Canada : 25 novembre 2012 sur CBS / Global
- Québec : 23 octobre 2014 sur Séries+

- États-Unis : 9,45 millions de téléspectateurs[33]

- Chris Noth (Peter Florrick)
- Mary Beth Peil (Jackie Florrick)
- Dallas Roberts (Owen)
- Brian Dennehy (Bucky)
- Bebe Neuwirth (Judge Friend)
- Zach Grenier (David Lee)
- Marc Warren (Nick)
- PJ Brown (Bill)
- Yul Vazquez (Cristian)
- Bruce McGill (Jeremy Breslow)
- Stockard Channing (Veronica Loy)
- Michael Bryan French (Vance)
- Malcolm Gets (Dale)
- George McDaniel (Arthur)
- Jack Koenig (Arnold)
- Jeremy Rishe (Tom)
- Jonathan C. Kaplan (Brian)
- Kyle Dean Massey (Warren)
- Robert Emmet Lunney (Oliver)
- Pun Bandhu (Hal)

### Épisode 10:Un cas pour quatre
- États-Unis /  Canada : 2 décembre 2012 sur CBS / Global
- Québec : 30 octobre 2014 sur Séries+

- États-Unis : 9,7 millions de téléspectateurs[34]

- Marc Warren (Nick)
- PJ Brown (Bill)
- Amanda Peet (Laura Hellinger)
- Stephen Root (Judge Wicks)
- Jane Alexander (Judge Morris)
- Chris Butler (Matan Brody)
- Nicole Roderick (Nora)
- Becky Ann Baker (Alma)
- Reed Birney (Lee)
- Hamish Linklater (David LaGuardia)
- Dashiell Eaves (Tom)
- Patch Darragh (Brandt)
- Robin Lord Taylor (Brock)
- Jeff Wincott (Tim)
- Vanessa Wasche (Receptionist)
- Bret Lada (Troy)
- Phil McGlaston (Chicago Jury Foreman)

### Épisode 11:Piqués au vif
- États-Unis /  Canada : 6 janvier 2013 sur CBS / Global
- Québec : 6 novembre 2014 sur Séries+

- États-Unis : 9,96 millions de téléspectateurs[35]

- Michael J. Fox (Louis Canning)
- Grace Rex (Martha Reed)
- Nathan Lane (Clarke Hayden)
- Anika Noni Rose (Wendy Scott-Carr)
- Mike Pniewski (Frank Landau)
- Susan Misner (Simone Canning)
- James Rebhorn (Wilkes)
- Tamara Tunie (Serafina)
- Frank Vlastnik (Egert)
- Gary Wilmes (Tobin)
- Daniel Jenkins (Lyor)
- T.R. Knight (Jordan)
- Olivia Nikkanen (Kaley)
- Vanessa Aspillaga (Rita)
- JD Taylor (Ed)
- Sarah Dacey Charles (Mika)

### Épisode 12:La Tour de Babel
- États-Unis /  Canada : 13 janvier 2013 sur CBS / Global
- Québec : 13 novembre 2014 sur Séries+

- États-Unis : 10,04 millions de téléspectateurs[36]

- Carrie Preston (Elsbeth Tascioni)
- Renee Elise Goldsberry (Geneva)
- Maura Tierney (Maddie)
- T.R. Knight (Jordan)
- Ronald Guttman (Judge Villapique)
- Vincent Curatola (Judge Politi)
- Michel Gill (Frederick)
- Elizabeth Alderfer (Anna)
- Ato Essandoh (Elliott)
- Derek Wilson (Morgan)
- Angela Lewis (Chenise)
- Dominik Tiefenthaler (Dedrick)
- Max Gordon Moore (Dr. Rappe)
- Vincenzo Amato (Judge Ciccone)
- John Hans Tester (Judge Henrich)

### Épisode 13:La Règle du septième jour
- États-Unis /  Canada : 27 janvier 2013 sur CBS / Global
- Québec : 20 novembre 2014 sur Séries+

- États-Unis : 9,35 millions de téléspectateurs[37]

- Michael J. Fox (Louis Canning)
- Maura Tierney (Maddie)
- Zach Grenier (David Lee)
- Nathan Lane (Clarke)
- T.R. Knight (Jordan)
- John Benjamin Hickey (Neil Gross)
- Kenneth Tigar (Judge Chase)
- Megan Ketch (Deena)
- Margaret Colin (Rochelle)
- David Garrison (Lyman)
- Larry Pine (Paul)
- Opal Alladin (Reporter)
- Martin Laplatney (Passerby)

### Épisode 14:Fiction ou réalité?
- États-Unis /  Canada : 17 février 2013 sur CBS / Global
- Québec : 27 novembre 2014 sur Séries+

- États-Unis : 8,35 millions de téléspectateurs[38]

- Carrie Preston (Elsbeth Tascioni)
- Zach Grenier (David Lee)
- Jerry Adler (Howard)
- T.R. Knight (Jordan)
- Hamish Linklater (David LaGuardia)
- Robbie Collier Sublett (John)
- Kyle MacLachlan (Josh)
- Jeremy Beiler (MC)
- Colm Feore (Brad)
- Raphael Sbarge (Jen)
- Carol Woods (Margaret)
- Alexander Chaplin (Arthur)
- Jeff Blumenkrantz (Dr. Borgnine)
- Julie Sharbutt (Stacie)
- Kevin Elden (Juror #1)
- Jim Stanek (Todd)
- Trish McCall (Denise)

### Épisode 15:La Ruée vers Gold
- États-Unis /  Canada : 3 mars 2013 sur CBS / Global
- Québec : 4 décembre 2014 sur Séries+

- États-Unis : 8,99 millions de téléspectateurs[39]

- Chris Noth (Peter)
- Mary Beth Peil (Jackie)
- Carrie Preston (Elsbeth)
- Kyle MacLachlan (Josh)
- Amanda Peet (Laura)
- Maura Tierney (Maddie)
- Mike Pniewski (Frank)
- T.R. Knight (Jordan)
- Dominic Chianese (Judge Marx)
- Renee Elise Goldsberry (Geneva)
- Lily Rabe (Petra Moritz)
- Melissa Errico (Ingrid)
- Robert Stanton (Hugh)
- Helen Anker (Hostess)
- Nathan Stark (Process Server)
- Julie Sharbutt (Associate #1)
- S. Epatha Merkerson (Judge Ellis)

### Épisode 16:Lester le nettoyeur
- États-Unis /  Canada : 10 mars 2013 sur CBS / Global
- Québec : 11 décembre 2014 sur Séries+

- États-Unis : 9,21 millions de téléspectateurs[40]

- Bebe Neuwirth (Judge Friend)
- Mike Colter (Lemond Bishop)
- Zach Grenier (David Lee)
- JD Williams (Dexter Roja)
- Eric Ruffin (Dylan Bishop)
- Audra McDonald (Liz)
- Wallace Shawn (Charles)
- Jess Weixler (Robyn)
- Glenn Davis (en) (Ike)
- Walter Bobbie (Seth)
- Tracie Thoms (Judy)
- Andrew Hovelson (Stableman)
- John Rue (Walt)
- Juan Carlos Hernandez (Bennie)
- Guiesseppe Jones (Guard)

### Épisode 17:Virage glissant
- États-Unis /  Canada : 17 mars 2013 sur CBS / Global
- Québec : 18 décembre 2014 sur Séries+

- États-Unis : 9,08 millions de téléspectateurs[41]

- John Shea (Jeffrey Agos)
- Frederick Weller (en) (Wilk)
- Jess Weixler (Robyn)
- T.R. Knight (Jordan)
- Rachel Hilson (Nisa)
- Nicole Roderick (Nora)
- Rene Auberjonois (Coroner Claypool)
- Jessalyn Gilsig (Janie Ludwig)
- Alfredo Narciso (Officer Rivera)
- Kathleen McNenny (Shirley)
- Adam Chanler-Berat (Tad)
- Dana Eskelson (Bethany)
- Lucas Caleb Rooney (Jared)
- Kelly Coffield Park (Christine)
- Tracy Howe (Aaaron)
- Purva Bedi (Sonia)
- Sam Freed (Dale)

### Épisode 18:Juste un souvenir
- États-Unis /  Canada : 24 mars 2013 sur CBS / Global
- Québec : 8 janvier 2015 sur Séries+

- États-Unis : 9,59 millions de téléspectateurs[42]

- Chris Noth (Peter Florrick)
- Stockard Channing (Veronica Loy)
- Matthew Perry (Mike Kresteva)
- Amanda Peet (Laura Hellinger)
- Will Chase (Douglas)
- John Noble (Matthew)
- John Cullum (Cardinal James)
- Gene Gillette (Sean)
- P.J. Benjamin (Old Captain)
- Danielle Sepulveres (Beautiful Girl)

### Épisode 19:Les Fantômes du passé
- États-Unis /  Canada : 31 mars 2013 sur CBS / Global
- Québec : 15 janvier 2015 sur Séries+

- États-Unis : 8,59 millions de téléspectateurs[43]

- Gary Cole (Kurt McVeigh)
- Amanda Peet (Laura Hellinger)
- Dylan Baker (Colin Sweeney)
- Jess Weixler (Robyn Burdine)
- Morena Baccarin (Isobel Swift)
- Vincent Curatola (Judge Politi)
- Michael Esper (Greg)
- Tim Hopper (Michael)
- Bob Stillman (Harris)

### Épisode 20:Anonymous
- États-Unis : 14 avril 2013 sur CBS
- Canada : 19 avril 2013 sur Global
- Québec : 22 janvier 2015 sur Séries+

- États-Unis : 10,14 millions de téléspectateurs[44]

- David Fonteno (Juge Parks)
- Jason Biggs (Dylan Stack)
- John Glover (Jared Andrews)
- Jess Weixler (Robyn Burdine)
- Skipp Sudduth (Jim Moody)
- Zach Grenier (David Lee)
- Makenzie Leigh (Rainey)
- Brian d'Arcy James (Detective Nolan)
- Jason Hite (Todd Bratcher)
- Jeffrey DeMunn (Chief Justice Ryvlan)
- Stephen Plunkett (Dr. Brinks)
- Dylan Perlman (Jesse Martin)

### Épisode 21:L'Union fait la force
- États-Unis : 21 avril 2013 sur CBS
- Canada : 26 avril 2013 sur Global
- Québec : 29 janvier 2015 sur Séries+

- États-Unis : 9,02 millions de téléspectateurs[45]

- Mamie Gummer (Nancy Crozier)
- Zach Grenier (David Lee)
- Dallas Roberts (Owen)
- Stockard Channing (Veronica)
- Jess Weixler (Robyn Burdine)
- John Michael Higgins (Rodney)
- Jeremy Strong (Matt Becker)
- Fran Kranz (Eugene)
- Cara Buono (Charlene)
- Mandy Siegfried (Lorna)
- Da'Vine Joy Randolph (Margie)
- Kevin Carolan (Les)
- Charlie Rose (lui-même)

### Épisode 22:Nuit blanche à Chicago
- États-Unis : 28 avril 2013 sur CBS[46]
- Canada : 3 mai 2013 sur Global
- Québec : 5 février 2015 sur Séries+

- États-Unis : 9,13 millions de téléspectateurs[47]

- Chris Noth (Peter Florrick)
- Mary Beth Peil (Jackie Florrick)
- Jess Weixler (Robyn Burdine)
- Martha Plimpton (Patti Nyholm)
- Denis O'Hare (Juge Abernathy)
- Dylan Baker (Colin Sweeney)
- T.R. Knight (Jordan Karahalios)
- Yul Vazquez (Cristian Romero)
- Ana Gasteyer (Juge Lessner)
- Julie Sharbutt (Stacie)
- Robbie Collier Sublett (John Gaultner)
- Skipp Sudduth (Jim Moody)
- Estelle Parsons (Nana Joe)
- Christopher Denham (Trent)
- Michael Bloomberg (lui-même)